# Julio Samsó
Julio Samsó Moya (né le 17 mai 1942 à Barcelone) est un arabisant et historien des sciences et espagnol, membre de l'Académie des belles-lettres de Barcelone.

## Biographie
Julio Samsó a étudié à l'Université de Barcelone, où il était étudiant de Joan Vernet. En 1964, il a obtenu sa licence et en 1967, il a obtenu son doctorat. Cela a été suivi de visites d'étude à Rabat et à Alexandrie. De 1974 à 1976, il a été professeur de littérature et de langue arabes à l'Université de La Laguna puis à l'Université autonome de Barcelone (à partir de 1982 en tant que titulaire de la chaire, en même temps à l'Université de Barcelone).
Il s'intéresse particulièrement à l'histoire de l'astronomie au Moyen Âge et plus particuliérement dans le Maghreb et à Al-Andalus.
Il a écrit les articles consacrés à Al-Battani,Al-Khazini  et Ibn al-Ha'im dans l'Encyclopaedia of the History of Science, Technology, and Medicine in Non-Western Cultures d'Helaine Selin ainsi que l'article sur Abu Nasr Mansur dans le Complete Dictionary of Scientific Biography et celui sur Nur Ed-Din Al Betrugi dans le Biographical Encyclopedia of Astronomers.

## Récompenses et distinctions
Julio Samsó a été vice-président de l'Académie internationale d'histoire des sciences et à partir de 1988 il en est membre. En 1995, il a reçu la médaille Alexandre-Koyré. En 1981, il est devenu membre de l'Académie royale des belles-lettres de Barcelone avec un discours intitulé Alfonso X y los orígenes de la Astrología hispánica. En 1986, il est devenu membre correspondant de la Real Academia de la Historia.

## Publications
- (es) Julio Samsó, Astrometeorología y astrología medievales, Barcelone, Edicions Universidad de Barcelona, coll. « Homenajes », 2008 (ISBN 978-84-475-3258-2, lire en ligne), chap. 3
- Las ciencias de los antiguos en al-Andalus, Ed.Mapfre, Madrid 1992, Almeria 2011
- Astronomy and Astrology in al-Andalus and the Maghrib, Ashgate-Variorum, Aldershot, 2007.
- Julio Samsó, 1997, Ibn al‐Ha'im, in Encyclopaedia of the History of Science, Technology, and Medicine in Non-Western Cultures, Helaine Selin éditeur, Kluwer Academic Publishers, p 405 lire en ligne.
- (en) Julio Samsó, « al-Battani », dans Helaine Selin, Encyclopaedia of the History of Science, Technologie, and Medecine in Non-Western Cultures, Springer-Verlag, 2008 (ISBN 978-1-4020-4559-2), p. 91
- (en) Julio Samsò, « Al-Khāzinī », dans Helaine Selin, Encyclopaedia of the History of Science, Technologie, and Medecine in Non-Western Cultures, Springer-Verlag, 2008 (ISBN 978-1-4020-4559-2)
- (en) Benno van Dalen, Edward Stewart Kennedy, George Saliba et Julio Samsó, « Al-Battânî’s Astrological History of the Prophet and the Early Caliphate », Suhayl, vol. 9,‎ 2009–2010, p. 13–148.
- Benno Van Dalen, David A. King, Julio Samsó, Nora Kennedy et Michael Kennedy, « In memoriam Edward S. Kennedy (1912 - 2009) », Suhayl, no 9,‎ 2009-2010, p. 185-214 (ISSN 2013-620x, lire en ligne).
- (en) Julio Samsó, « Ibn al-Haytham and Jabir b. Aflah's criticism of Ptolemy's determination of the parameters of Mercury », Suhayl, 2, 2001
- (en) Julio Samsó, « Manṣūr ibn ʿAlī ibn ʿIrāq, Abū Naṣr », dans Complete Dictionary of Scientific Biography, vol. 9, Détroit, éditions Scribner, 2008 (ISBN 978-0-684-31559-1, lire en ligne), p. 83–85
- Julio Samsó, « Les tables astronomiques de l’Occident Musulman. Djamil Aïssani & Mohammed Djehiche, “Manuscrits scientifiques du Maghreb” », Manuscrits scientifiques du Maghreb,‎ 2011 (lire en ligne, consulté le 29 janvier 2017)
- Samsó, Julio (2007). "Biṭrūjī: Nūr al‐Dīn Abū Isḥāq [Abū Jaʿfar] Ibrāhīm ibn Yūsuf al‐Biṭrūjī". In Thomas Hockey; et al. The Biographical Encyclopedia of Astronomers. New York: Springer. pp. 133–4.

## Crédit d'auteurs
- (de) Cet article est partiellement ou en totalité issu de l’article de Wikipédia en allemand intitulé « Julio Samsó » (voir la liste des auteurs).